# Quỳnh Tân
Quỳnh Tân là một xã thuộc huyện Quỳnh Lưu, tỉnh Nghệ An, Việt Nam.

## Địa lý
Xã Quỳnh Tân nằm phía tây bắc huyện Quỳnh Lưu, cách trung tâm huyện gần 15 km, có vị trí địa lý: 
- Phía đông giáp thị xã Hoàng Mai và xã Quỳnh Văn
- Phía bắc giáp thị xã Hoàng Mai
- Phía tây giáp xã Quỳnh Thắng và xã Quỳnh Châu
- Phía nam giáp xã Ngọc Sơn và xã Quỳnh Hoa.

Xã Quỳnh Tân có diện tích 30,51 km², dân số năm 1999 là 11.196 người, mật độ dân số đạt 367 người/km².

## Hành chính
Xã Quỳnh Tân được chia thành 16 thôn, xóm:
- Xóm 1,4,6,7,8,10,11,12,13,15
- Thôn: 5,14,Trại Giang, Bà Rá, Quần Điện, Trại Quần